# Polo Universitário da Ajuda

O Polo Universitário da Ajuda é um campus da Universidade de Lisboa.
Está localizado na freguesia da Ajuda (Lisboa), entre o Palácio Nacional da Ajuda, o Parque Florestal de Monsanto e a Tapada da Ajuda.
Tem fácil acesso através da Calçada da Ajuda, da autoestrada A5 (saída para Monsanto) e é servido por várias carreiras da Carris: 203, 723, 729, 742, 760 e 771.

## História
A construção do Polo Universitário da Ajuda, nasceu da intenção de alojar adequadamente algumas das unidades orgânicas da então Universidade Técnica de Lisboa.
No Alto da Ajuda, em terrenos contíguos aos do Instituto Superior de Agronomia, foram construídas as novas instalações da Faculdade de Arquitetura, seguidas das da Faculdade de Medicina Veterinária e do Instituto Superior de Ciências Sociais e Políticas, o refeitório, o restaurante e o Centro de Atividade Física e Recreação (CEDAR).
Alguns dos objetivos deste novo Polo passaram por estabelecer uma conexão entre as diferentes faculdades, bem como a ligação do espaço com a restante cidade de Lisboa, através da construção de um novo espaço público.

## Unidades instaladas no Polo Universitário da Ajuda
| Unidade                                                    |         | Arquitecto                                                                           | Inauguração     | Notas:                                          |
| ---------------------------------------------------------- | ------- | ------------------------------------------------------------------------------------ | --------------- | ----------------------------------------------- |
| Faculdade de Arquitetura                                   |         | Augusto Pereira Brandão                                                              |                 |                                                 |
| Faculdade de Medicina Veterinária                          |         | João Lúcio Lopes                                                                     |                 |                                                 |
| Instituto Superior de Ciências Sociais e Políticas         |         | Gonçalo Byrne (com a colaboração, entre outros, de Manuel Mateus e Francisco Mateus) | Janeiro de 2001 | *pelo Presidente da República Dr. Jorge Sampaio |
| Unidade alimentar, incluindo cantina, snack-bar e tecnobar |         |                                                                                      |                 |                                                 |
| Centro de Atividade Física e Recreação                     |         |                                                                                      |                 |                                                 |
| Residência Universitária Ventura Terra                     | 1ª fase | CVDB Arquitectos (Diogo Burnay, Cristina Veríssimo, Rodolfo Reis e Joana Barrelas)   | 23/7/2019       | *pelo Primeiro-Ministro, António Costa          |
| Residência Universitária Ventura Terra                     | 2ª fase | CVDB Arquitectos (Diogo Burnay, Cristina Veríssimo, Rodolfo Reis e Joana Barrelas)   | em construção   |                                                 |